# エクソダス・インターナショナル
エクソダス・インターナショナル（Exodus International）は、かつて存在したアメリカ合衆国に拠点を置く宗派を超えたキリスト教の非営利の統率団体。

## 概要
1976年に設立されたエクソダス・インターナショナルは、当初、心理的または精神的介入を用いて同性愛を異性愛へと変更しようとする転向療法（コンバージョン・セラピー）が可能であると主張していた。フロリダ州オーランドに拠点を設置し、多くの元同性愛者と語る者たちを集め、信者を増やし、脱ゲイ運動を展開した。その対象は、ゲイ、レズビアン、バイセクシュアル、トランスジェンダーなどが主である。
2013年、当時のエクソダス・インターナショナルのトップに立っていた アラン・チェンバーズは「転向療法は効果がなく、有害である」と立場を翻し、団体の閉鎖を実行した。その声明の中で、アラン・チェンバーズは同性愛者コミュニティに謝罪したいとも述べた。
2000年代に入り、同性愛などは病気でも精神障害でもなく、性の機能不全というわけでもないことは広く認識されるようになった。性的指向をセラピーや治療、説得で強制的に変更することはできず、修正する必要もなく、心理的または精神的介入を用いて個人の性的指向・性同一性・性表現を矯正しようとする転向療法に対しては、多くの専門家や学会はその重大な危険性を指摘し、反対を表明している。
2021年にはエクソダス・インターナショナルの脱ゲイ運動の実態を関係者の取材とともに明らかにしたドキュメンタリー『 祈りのもとで：脱同性愛運動がもたらしたもの』がNetflixで配信された。